# 新外映配給
新外映配給株式会社（しんがいえいはいきゅう-、Shingaiei Haikyu Co., Ltd., 1952年4月 創立 - 1963年11月 倒産）は、かつて存在した日本の映画会社である。

## 略歴・概要
前身は、第二次世界大戦後の1947年（昭和22年）に設立されたフランス映画輸出組合日本事務所（SEF）で、創立時には、のちに小説家となる大岡昇平が文芸部長に就任、字幕翻訳を手がける。1950年（昭和25年）には新外映を名乗り、1951年（昭和26年）にはフランス映画を中心とした輸入業務を開始し、東宝との配給提携によって、ジャン・コクトー監督の『オルフェ』等を日本に紹介し始める。1948年5月に退社した大岡の後任の文芸部長には画家の末松正樹が就任している。
独自に輸入配給を始めた東和映画に対抗して配給業務を強化するため、1952年（昭和27年）4月、社名に「配給」を加えて新外映配給株式会社となる。代表取締役社長に鈴木崧、営業部長に鈴木一誠、宣伝部長に池谷公男という体制で始まった。ニッポンシネマコーポレーション（NCC）、スターフィルム、泰西映画、映配、ブレイクストン、イタリフィルム、新東宝、英国映画協会（BCFC）と共同配給を多く行なう。のちに映画評論家となる秦早穂子もSEF時代から在籍しており、パリ駐在時には『勝手にしやがれ』や『太陽がいっぱい』などの名作を買い付けた。ほかにもロベール・ブレッソン監督『抵抗』、ジャック・タチ監督主演『ぼくの伯父さん』など、フランス映画輸入の大手だった東和映画が手を出さなかった多くの名作を配給した点でも注目される。
1963年（昭和38年）、経営者が更迭され社長に片山武次が就任したが、同年11月、倒産し、吉岡庄蔵が社長に就任して富士映画株式会社と改称、清算業務を行っていたが、間もなくパールハウス映画代表の渡辺登が買収し、ヨーロッパ・フィルム株式会社となる。同社の配給作品に関する記録は、1965年（昭和40年）6月22日に公開したフランツ・ペーター・ウィルト監督の西ドイツ映画『網』（ネット）以降は見当たらない。
同社は、フランス映画を中心とした作品の本国でのオリジナルポスターを東京国立近代美術館フィルムセンターに寄贈していた（新外映コレクション）が、2010年（平成22年）、同センターが「戦後フランス映画ポスターの世界」として初めて公開した。2009年（平成21年）10月29日には、大岡がSEF時代に手がけたジャン・コクトー監督の『美女と野獣』の日本語字幕の和文タイプ原稿が、上記のポスターとともに寄贈した同社コレクションのなかから発見されたことが報じられた。

## 会社データ
- 所在地 : 東京都港区赤坂青山南町1-2[4]（現在の同区南青山1丁目）
- 代表者 : 代表取締役社長 鈴木崧[5]

## おもなフィルモグラフィ
キネマ旬報映画データベースに見られる配給作品の一覧であり、日本での配給作品のみである。日本公開順。

### 1950年代
- 『栄光への序曲』 Prelude a la Gloire : 監督ジョルジュ・ラコンブ、主演ロベルト・ベンツィ、1949年 フランス製作、1951年4月3日公開 - 共同配給東宝
- 『巴里の醜聞』 Scandale aux Champs Elysees : 監督ロジェ・プラン、主演ピエール・ルノワール、1948年 フランス製作、1951年4月17日公開
- 『オルフェ』 Orphée : 監督ジャン・コクトー、主演ジャン・マレー、1950年 フランス製作、1951年4月17日公開 - 共同配給東宝
- 『鉄格子の彼方』 Au Dera des Grilles : 監督ルネ・クレマン、主演ジャン・ギャバン、1949年 フランス/ イタリア製作、1951年5月8日公開
- 『神々の王国』 Au Royaume des Cieux : 監督ジュリアン・デュヴィヴィエ、主演セルジュ・レジアニ、1949年 フランス製作、1951年5月10日公開 - 共同配給東宝
- 『春の凱歌』 La Cage Aux Rossignols : 監督ジャン・ドレヴィル、主演ノエル・ノエル、1944年 フランス製作、1951年5月30日公開 - 共同配給東宝
- 『賭はなされた』 Les Jeux sont faits : 監督ジャン・ドラノワ、主演ミシュリーヌ・プレール、1947年 フランス製作、1951年10月30日公開 - 共同配給東宝
- 『港のマリイ』 La Marie du Port : 監督マルセル・カルネ、主演ジャン・ギャバン、1949年 フランス製作、1951年11月23日公開 - 共同配給東宝

- 『ジープの四人』 Four in a Jeep : 監督レオポルド・リントベルク、主演ラルフ・ミイカー、1951年 スイス製作、1952年1月14日公開
- 『娼婦マヤ』 Maya : 監督レーモン・ベルナール、主演ヴィヴィアーヌ・ロマンス、1949年 フランス製作、1952年7月22日公開 - 共同配給NCC
- 『輪舞』 La Ronde : 監督マックス・オフュルス、主演アントン・ウォルブルック、1950年 フランス製作、1952年7月25日公開 - 共同配給NCC
- 『二百万人還る』 Retour a la Vie : 監督アンドレ・カイヤット / アンリ＝ジョルジュ・クルーゾー / ジャン・ドレヴィル、主演ベルナール・ブリエ、1949年 フランス製作、1952年11月5日公開
- 『愛人ジュリエット』 Juliette ou la Clef des Songes : 監督マルセル・カルネ、主演ジェラール・フィリップ、1951年 フランス製作、1952年12月13日公開
- 『肉体の冠』 Casque d'Or : 監督ジャック・ベッケル、主演シモーヌ・シニョレ、1951年 フランス製作、1953年2月2日公開 - 共同配給NCC
- 『お尋ね者』 L'Inconnue de Montreal : 監督ジャン・ドヴェーヴル、主演ルネ・ダリー、1951年 カナダ/ フランス製作、1953年2月26日公開
- 『青髯』 Barbe Bleue : 監督クリスチャン＝ジャック、主演セシル・オーブリー、1951年 フランス製作、1953年4月5日公開 - 共同配給NCC
- 『青春群像』 I Vitelloni : 監督フェデリコ・フェリーニ、主演アルベルト・ソルディ、1953年 イタリア/ フランス製作、1959年5月30日公開
- 『南海の情炎』 La Balandra Isabel Ilego esta Tarde : 監督カルロス・ウーゴ・クリステンセン、主演アルトゥーロ・デ・コルドヴァ、1949年 ベネズエラ製作、1953年7月9日公開
- 『浮気なカロリーヌ』 Un Caprice de Caroline Cherie : 監督ジャン・ドヴェーヴル、主演マルティーヌ・キャロル、1953年 フランス製作、1953年12月2日公開
- 『彼奴を生かすな』（きやつ） Hipocrita : 監督ミゲル・モライタ、主演レティツィア・パルマ、1949年 メキシコ製作、1954年2月公開
- 『遥かなる戦線』 Det Gaelder os Alle : 監督アリス・オフレデリックス、主演パウル・ライヒャルト、1950年 デンマーク製作、1954年5月18日公開
- 『嘆きのテレーズ』 Therese Raquin : 監督マルセル・カルネ、主演シモーヌ・シニョレ、1952年 フランス製作、1954年4月20日公開
- 『外人部隊』 Le Grand Jeu : 監督ロバート・シオドマク、主演ジーナ・ロロブリジーダ、1953年 フランス製作、1954年7月3日公開
- 『北京超特急』 Peking Express : 監督ウィリアム・ディターレ、主演ジョゼフ・コットン、1951年 アメリカ合衆国製作、1954年9月14日公開
- 『憧れの小徑』 Personal Affair : 監督アンソニー・ペリッシア、主演ジーン・ティアニー、1953年 イギリス製作、1954年10月5日公開
- 『しのび逢い リポア君の恋愛修行』 Monsieur Ripois Lovers Happy Lovers! : 監督ルネ・クレマン、主演ジェラール・フィリップ、1954年 フランス製作、1954年10月28日公開
- 『さらば草原』 Adios Pampa Mia : 監督マヌエル・ロメロ、主演アルベルト・カスティヨ、1951年 アルゼンチン製作、1954年11月公開 - 共同配給スターフィルム
- 『ウィーンの別離』 Par Ordre du Tsar : 監督アンドレ・アゲ、主演ミシェル・シモン、1954年 フランス製作、1954年12月4日公開
- 『怪僧ラスプーチン』 Raspoutine : 監督ジョルジュ・コンブレ、主演ピエール・ブラッスール、1954年 フランス製作、1954年12月公開
- 『バルテルミーの大虐殺』 La Reine Margot : 監督ジャン・ドレヴィル、主演ジャンヌ・モロー、1954年 フランス製作、1955年3月29日公開 - 共同配給泰西映画
- 『女優ナナ』 Nana : 監督クリスチャン＝ジャック、主演シャルル・ボワイエ、1955年 フランス製作、1955年6月18日公開 - 共同配給映配
- 『死刑5分前』 Black Tuesday : 監督ヒューゴー・フレゴニーズ、主演エドワード・G・ロビンソン、1954年 アメリカ合衆国製作、1955年6月29日公開 - 共同配給ブレイクストン
- 『筋金を入れろ』 Razzia Sur la Chnouf : 監督アンリ・ドコアン、主演ジャン・ギャバン、1955年 フランス製作、1955年8月13日公開
- 『ブラコ』 Braco : 監督D・コロン・ド・ドーナン、主演アラン・エメリー、1955年 フランス製作、1955年9月3日公開
- 『悪の決算』 Les Heros Sont Fatigues : 監督イヴ・シャンピ、主演イヴ・モンタン、1955年 フランス製作、1955年10月18日公開
- 『洪水の前』 Avant Le Deluge : 監督アンドレ・カイヤット、主演アントワーヌ・バルペトレ、1954年 フランス製作、1955年11月29日公開
- 『歴史は女で作られる』 Lola Montes : 監督マックス・オフュルス、主演マルティーヌ・キャロル、1956年 フランス製作、1956年3月10日公開
- 『大氷原』 Erol dell'Artide : 監督ルチアーノ・エンメル、ドキュメンタリー映画、1953年 イタリア製作、1956年6月公開 - 共同配給イタリフィルム
- 『恐怖の逢びき』 Muerte de un Ciclista : 監督ファン・アントニオ・バルデム、主演ルチア・ボゼー、1954年 スペイン製作、1956年2月15日公開 - 共同配給新東宝
- 『フルフル』 Frou-Frou : 監督アウグスト・ジェニーナ、主演ダニー・ロバン、1955年 フランス製作、1956年8月14日公開 - 共同配給泰西映画
- 『不良の掟』 Pardonnez nos Offenses : 監督ロベール・オッセン、主演マリナ・ヴラディ、1956年 フランス製作、1956年9月11日公開
- 『ヘッドライト』 Des Gens Sans Importance : 監督アンリ・ヴェルヌイユ、主演ジャン・ギャバン、1956年 フランス製作、1956年10月5日公開
- 『マレー死の行進 アリスのような町』 A Town Like Alice The Rape of Malaya : 監督ジャック・リー、主演ヴァージニア・マッケンナ、1956年 イギリス製作、1956年10月10日公開 - 共同配給BCFC
- 『水田地帯』 La Risaia : 監督ラファエロ・マタラッツォ、主演エルザ・マルティネッリ、1956年 イタリア製作、1956年10月26日公開 - 共同配給イタリフィルム
- 『ピカソこの天才を見よ』 Picasso : 監督ルチアーノ・エンメル、主演パブロ・ピカソ、ドキュメンタリー映画、1954年 イタリア製作、1956年11月28日公開 - 共同配給イタリフィルム
- 『火薬に火』 Le Feu aux Poudres : 監督アンリ・ドコアン、主演レーモン・ペルグラン、1956年 フランス/ イタリア製作、1957年5月11日公開
- 『抵抗 死刑囚の手記より』（レジスタンス） Un Condamne a mort s'est echappe ou Le vent souffle ou il veut : 監督ロベール・ブレッソン、主演フランソワ・ルテリエ、1956年 フランス製作、1957年7月20日公開
- 『太陽の帝国』 L' Impero del Sole : 監督エンリコ・グラス / マリオ・クラヴェーリ、ドキュメンタリー映画、1956年 イタリア製作、1957年8月公開 - 共同配給イタリフィルム
- 『菩提樹』 Die Trapp-Familie : 監督ヴォルフガング・リーベンアイナー、主演ルート・ロイヴェリック、1956年 オーストリア製作、1957年12月24日公開
- 『崖』 Il Bidone : 監督フェデリコ・フェリーニ、主演ブローデリック・クロウフォード、1957年 イタリア/ フランス製作、1958年2月22日公開 - 共同配給泰西映画
- 『河は呼んでる』 L'eau Vive : 監督フランソワ・ヴィリエ、主演パスカル・オードレ、1958年 フランス製作、1958年9月12日公開
- 『ぼくの伯父さん』 Mon Oncle : 監督・主演ジャック・タチ、1958年 フランス/ イタリア製作、1958年12月23日公開
- 『絶体絶命』（ピンチ） Le Dos au mur : 監督エドゥアール・モリナロ、主演ジェラール・ウーリー、1958年 フランス製作、1959年1月22日公開 - 共同配給泰西映画
- 『さすらい』 The Cry : 監督ミケランジェロ・アントニオーニ、主演スティーヴ・コクラン、1957年 イタリア製作、1959年4月12日公開 - 共同配給イタリフィルム
- 『殺られる』 Des Femmes Disparaissent : 監督エドゥアール・モリナロ、主演ロベール・オッセン、1959年 フランス製作、1959年7月28日公開
- 『今晩おひま?』 Les Dagueurs : 監督ジャン＝ピエール・モッキー、主演ジャック・シャリエ、1959年 フランス製作、1959年10月22日公開

### 1960年代
- 『勝手にしやがれ』 A Bout de souffle : 監督ジャン＝リュック・ゴダール、主演ジーン・セバーグ、1959年 フランス製作、1960年3月26日公開
- 『ひと夏の情事』 Une Fille pour L'ete : 監督エドゥアール・モリナロ、主演パスカル・プティ、1960年 フランス/ イタリア製作、1960年4月16日公開
- 『墓場なき野郎ども』 Classe Tous Risques : 監督クロード・ソーテ、主演ジャン＝ポール・ベルモンド、1960年 フランス製作、1960年11月8日公開
- 『太陽がいっぱい』 Plein Soleil : 監督ルネ・クレマン、主演アラン・ドロン、1960年 フランス/ イタリア製作、1960年6月11日公開
- 『危険な関係』 Les Liaisons Dangereuses 1960 : 監督ロジェ・ヴァディム、主演ジェラール・フィリップ、1959年 フランス製作、1961年5月公開
- 『広場』 Terrain Vague : 監督マルセル・カルネ、主演ダニエル・ゴーベール、1960年 フランス製作、1961年7月27日公開
- 『女は女である』 Une Femme est une Femme : 監督ジャン＝リュック・ゴダール、主演ジャン＝ポール・ベルモンド、1961年 フランス製作、1961年12月8日公開
- 『2ペンスの希望』 Due Soldi Di Speranza : 監督レナート・カステラーニ、主演マリア・フィオーレ、1952年 イタリア製作、1962年8月1日公開
- 『カミカゼ』 Kamikaze - de Pearl Harbour a Hiroshima : 監督アンリ・ディアマン＝ベルジェ、ドキュメンタリー映画、1961年 フランス製作、1962年9月4日公開
- 『奴隷戦艦』 Billy Budd : 監督ピーター・ユスティノフ、主演ロバート・ライアン、1961年 アメリカ合衆国製作、1962年11月27日公開
- 『黙って抱いて』 Sois Belle et Tais-Toi : 監督マルク・アレグレ、主演アンリ・ヴィダル、1958年 フランス製作、1963年1月25日公開
- 『夜行列車』 The Night Train : 監督イエジー・カヴァレロヴィッチ、主演ルチーナ・ヴィニエツカ、1959年 ポーランド製作、1963年3月1日公開
- 『面の皮をはげ』 Miroir : 監督レーモン・ラミ、主演ジャン・ギャバン、1952年 フランス製作、1963年4月19日公開
- 『夜の終りに』 Niewinni Czarodzieje : 監督アンジェイ・ワイダ、主演タデウシュ・ウォムニツキ、1960年 ポーランド製作、1963年6月23日公開
- 『ピアニストを撃て』 Tirez Sur Le Pianiste : 監督フランソワ・トリュフォー、主演シャルル・アズナヴール、1959年 フランス製作、1963年7月23日公開
- 『霧の夜の戦慄』 Jack The Ripper : 監督ロバート・S・ベイカー / モンティ・バーマン、主演リー・パターソン、1960年 イギリス製作、1963年8月公開
- 『火刑の部屋』 La Chambre Ardente : 監督ジュリアン・デュヴィヴィエ、主演ナジャ・ティラー、1962年 フランス/ イタリア製作、1963年9月24日公開

ヨーロッパ・フィルム
- 『裏切り』 Bumerang : 監督アルフレッド・ワイデンマン、主演ハーディ・クリューガー、1959年 西ドイツ製作、1964年6月17日公開
- 『黒い世界』 Teufel im Fleisch : 監督ヘルマン・ワルブリュック、主演アレクサンダー・ガブリック、1963年 西ドイツ製作、1964年6月17日公開
- 『網』（ネット） Menschen im Netz : 監督フランツ・ペーター・ウィルト、主演ハンスイョルグ・フェルミー、1962年 西ドイツ製作、1965年6月22日公開

## 註
1. 1 2 3  “戦後フランス映画ポスターの世界”.  東京国立近代美術館フィルムセンター. 2010年8月2日閲覧。
2. 1 2  “京橋フィルムで仏映画戦後ポスター展”. 銀座新聞ニュース. (2010年1月6日) 2010年8月2日閲覧。
3. 1 2 3 4  キネマ旬報映画データベース Archived 2012年1月30日, at the Wayback Machine.、2010年8月2日閲覧。
4. 1 2  『電通広告年鑑 1956年』電通、1956年、746頁。
5. 1 2  田中純一郎『日本映画発達史 IV 史上最高の映画時代』〈中公文庫〉1976年3月10日、102頁。ISBN 4122003156。
6. ↑  『日本映画発達史 IV 史上最高の映画時代』、p.462.
7. ↑  “映画「美女と野獣」、大岡昇平の字幕原稿見つかる”. 朝日新聞. (2009年10月29日) {{cite news}}: |access-date=を指定する場合、|url=も指定してください。 (説明); 名無し引数「http://book.asahi.com/news/TKY200910280338.html」は無視されます。 (説明)⚠⚠